# Aplysia cervina
Aplysia cervina är en snäckart som först beskrevs av Dall och Simpson 1901.  Aplysia cervina ingår i släktet Aplysia och familjen sjöharar. Inga underarter finns listade i Catalogue of Life.